# ژولیت پانت
ژولیت پانت (انگلیسی: Juliet Pannett؛ ۱۵ ژوئیهٔ ۱۹۱۱ – ۲۲ اوت ۲۰۰۵) نقاش اهل بریتانیا بود. او در هوو در وسکس انگلستان متولد شد و از ۱۷ سالگی تصمیم گرفت یک نقش حرفه‌ای شود. او در ۱۸ سالگی توسط مجله Sussex County Magazine استخدام شد. بعدها از او خواسته شد پرتره نخست‌وزیران بریتانیا نظیر چرچیل و تاچر را بکشد. در ۱۹۸۹ نیز ترسیم پرتره الیزابت دوم و اعضای خانواده سلطنتی به پانت سپرده شد.